# Ekskalibozaur
Ekskalibozaur (Excalibosaurus costini) – ichtiozaur z rodziny Leptonectidae.

Żył w okresie wczesnej jury (ok. 197–190 mln lat temu) w okolicach obecnej Europy. Długość ciała ok. 4–7 m. Jego szczątki znaleziono w Anglii.
Jego nazwa pochodzi od legendarnego miecza Excalibur.